# Hungarian Ladies Open 2017
L'Hungarian Ladies Open 2017 è stato un torneo femminile di tennis giocato su cemento indoor. È stata la 1ª edizione dell'Hungarian Ladies Open, facente parte della categoria International nell'ambito del WTA Tour 2017. Il torneo si è giocato al BOK Hall di Budapest, in Ungheria, dal 20 al 27 febbraio 2017.

## Partecipanti

### Teste di serie
| Nazionalità | Giocatrice         | Ranking* | Testa di serie |
| ----------- | ------------------ | -------- | -------------- |
| Ungheria    | Tímea Babos        | 33       | 1              |
| Rep. Ceca   | Lucie Šafářová     | 46       | 2              |
| Germania    | Julia Görges       | 57       | 3              |
| Romania     | Sorana Cîrstea     | 61       | 4              |
| Belgio      | Yanina Wickmayer   | 63       | 5              |
| Francia     | Pauline Parmentier | 64       | 6              |
| Germania    | Annika Beck        | 68       | 7              |
| Montenegro  | Danka Kovinić      | 69       | 8              |

* Ranking al 13 febbraio 2017.

### Altre partecipanti
Le seguenti giocatrici hanno ricevuto una wild card per il tabellone principale:
- Dalma Gálfi
- İpek Soylu
- Fanny Stollár

Le seguenti giocatrici sono passate dalle qualificazioni:

- Anna Blinkova
- Anett Kontaveit
- Tamara Korpatsch
- Aljaksandra Sasnovič
- Isabella Šinikova
- Barbora Štefková

## Campionesse

### Singolare
Tímea Babos ha sconfitto in finale  Lucie Šafářová con il punteggio di 6(4)–7, 6-4, 6-3.
- È il secondo titolo in carriera per Babos, il primo della stagione.

### Doppio
Hsieh Su-wei /  Oksana Kalašnikova hanno sconfitto in finale  Arina Rodionova /  Galina Voskoboeva con il punteggio di 6-3, 4-6, [10-4].